# Zhang Zhiting
Zhang Zhiting (født 21. december 1995) er en kinesisk basketballspiller som deltog i de olympiske lege 2020.